# خليج سان جوليان
خليج سان جوليان عبارة عن خليج بحري منحني يقع بجوار مدينة سان جوليان في محافظة سانتا كروز بالأرجنتين.